# Mark Jacoby
Mark Jacoby (Johnson City, 21 maggio 1947) è un attore, cantante e attore teatrale statunitense, specializzato nell'interpretazione del genere musical a Broadway.
Mark Jacoby è sposato con Deborah Bendixen e la coppia ha avuto due figli, Ben ed Evelyn.

## Teatro
- Sweet Charity (revival) (1986-1987) – Vittorio Vidal
- Grand Hotel (1989-1991) - Colonel Doctor Otternschlag, Felix Von Gaigern e General Director Preysing of Saxonia Mills
- The Phantom of the Opera (1991-1993) - The Phantom
- Show Boat (1994-1997) - Gaylord Ravenal (candidato al Tony Award)
- Ragtime (1998-2000) - Padre
- Man of La Mancha (2002-2003) – The Padre
- Sweeney Todd: Broadway Revival (2005-2006)- Giudice Turpin (in questo revival gli attori suonavano anche degli strumenti, facendo quindi anche parte dell'orchestra; Jacoby suonava infatti la tromba, le campane e le percussioni)
- Elf - The Musical (2007) – Walter Hobbs
- Wicked (2011) - The Wizard

## Discografia
Mark Jacoby ha inciso alcune versioni originali con il cast di alcuni musical. Tra questi:
- Show Boat: 1994 Revival Cast Recording
- Ragtime: Original Cast Recording
- Sweeney Todd: 2005 Broadway Cast Recording
- Man of La Mancha: 2002 revival cast Recording

## Filmografia

### Cinema
- Law & Order - I due volti della giustizia (Law & Order) - serie TV, 3 episodi (1997-2002)
- Law & Order - Unità vittime speciali (Law & Order: Special Victims Unit) – serie TV, episodi 4x25, 18x01 (2003, 2016)
- Elementary - serie TV, episodio 4x04 (2015)
- The Blacklist - serie TV, episodio 4x15 (2017)
- The Good Fight - serie TV, episodio 2x02 (2018)
- La fantastica signora Maisel (The Marvellous Mrs. Maisel) - serie TV, episodio 3x07 (2021)
- Dopesick - Dichiarazione di dipendenza (Dopesick) - miniserie televisiva, episodio 4 (2022)

## Doppiatori italiani
Nelle versioni in italiano delle opere in cui ha recitato, Mark Jacoby è stato doppiato da:
- Massimo Milazzo in Law & Order - Unità vittime speciali (ep. 4x25)
- Ennio Coltorti in Dopesick - Dichiarazione di dipendenza